# Takamanda
Takamanda est un canton (et un village) du Cameroun situé dans le département du Manyu et la Région du Sud-Ouest, à proximité de la frontière avec le Nigeria et du parc national de Takamanda. Il fait partie de la commune d'Akwaya.

## Population
Le village comptait 157 habitants en 1953, puis 408 en 1967, des Banyang).
Lors du recensement de 2005, on a dénombré 17 898 personnes dans le canton de Takamanda et 682 dans le village du même nom.